# Parapseudomma calloplura
Parapseudomma calloplura är en kräftdjursart som först beskrevs av Holt och W. M. Tattersall 1905.  Parapseudomma calloplura ingår i släktet Parapseudomma och familjen Mysidae. Inga underarter finns listade i Catalogue of Life.